# Johann Heinrich Sexheld
Johann Heinrich Sexheld (* 16. Jahrhundert, † wohl 1605) war ein fürstlicher Rat zu Kempten.
Johann Heinrich Sexheld war Sohn des Mainzer Rechtsprofessors Andreas von Sexheld. Sexheld studierte in Wittenberg, an der heutigen Leucorea und promovierte unter Hermann Vultejus im Jahr 1590 an der Marburger Universität zum Doktor der Rechte. Beide Universitäten waren verhältnismäßig jung und protestantisch ausgerichtet. Sexheld war später als Kanzler für die Reichskammergericht-Sachen des Fürststifts zuständig und gehörte zu dessen Führungspersonal.
Das Siegel auf einer Memminger Urkunde der dortigen Klöster stammt aus dem Jahr 1599: Das Wappen auf dem Siegel ist geteilt, oben gespalten. Vorn ein Dreipassrahmen, hinten ein nach links auffliegender Vogel, unten ein von drei Rosenknospen beseiteter Sparren. Auf dem Spangenhelm ein nach rechts auffliegender Vogel zwischen zwei Hörnern.